# Arcabuco
Arcabuco – miasto w Kolumbii, w departamencie Boyacá.